# Канал (община)
Община Канал (словен. Občina Kanal ob Soči) — одна з общин в західній  Словенії. Центром є місто Канал.

## Характеристика
Канал об Сочі містить нижню частину долини річки Соча і Камбрешські гори (словен. Kambreškega pogorja) і характеризується переходами між динарським, альпійським і середземноморським світами.

## Населення
У 2009 році в общині проживало 5823 осіб, 2903 чоловіків і 2920 жінок. Чисельність економічно активного населення (за місцем проживання), 2315 осіб. Середня щомісячна чиста заробітна плата одного працівника (EUR), 979,49 (в середньому по Словенії 930). Приблизно кожен другий житель у громаді має автомобіль (58 автомобілів на 100 жителів). Середній вік жителів склав 43,4 років (в середньому по Словенії 41.4).